# 佳木斯沿江公园
46°49′06″N 130°21′21″E / 46.818314°N 130.355765°E
佳木斯沿江公园是中国黑龙江省佳木斯市的公园和国家3A级旅游景区。1958年，佳木斯市修建松花江正面永久性堤坝，公园也于同年沿堤而建，故名“沿江”，1959年建成。

## 位置面积
佳木斯沿江公园位于佳木斯市中心城区向阳区、前进区和东风区最北端，松花江南岸，距哈尔滨市381公里。公园整体呈带状，东起发电厂，西至松花江铁路桥，全长6.2公里，占地面积一百余公顷。公园曾分为东西两园，其中东园为沿江公园，西园名为外滩公园。

## 主要景观
作为城市公园，佳木斯沿江公园以城市防洪为首要任务，兼具生态自然休闲作用。公园内修建了横贯东西的木栈道，木栈道北侧为石栏，南侧设大量座椅，木栈道连同其他设施经历过多次维修改造。公园内有亭11个、廊架5个、张拉膜休憩设施3处、林下覆盖空间6个及可坐的树池等。运动场地有门球场1个、塑胶网球场地3个、人造草坪网球场地2个、人造草坪排球场地2个、运动健身器械5处。观赏植物有东北连翘、榆叶梅、紫丁香、杏树、稠李、秋子梨等种类。公园内还有体现历史和地方特色的“东北小延安”“打冰球”“铁锚”“抗联”等雕塑，以及佳木斯市和希腊友好往来的石碑，碑上刻有“友谊长存”字样。
新中国成立十周年纪念塔又称防洪纪念塔，是佳木斯市标志性建筑，修建于1959年。全塔为青色花岗岩砌筑，塔身雕刻有新中国成立前后不同时期历史画面，塔座北侧石壁上镌刻“一览江天，大江东去”八字。
松花江广场和知青广场兴建于2008年，面积为1.86万平方米。知青广场以知青为主题，内设主题雕塑、浮雕、廊架、景观步道等。环绕主雕两侧的四组浮雕纪念墙分别表现“勇于奋斗”“无私奉献”“顾全大局”“开拓进取”四大主题。
公园内知青广场至外滩广场段的护岸采用混凝土护坡，高筑江堤的“硬化”处理，由台阶和平台构成。该形式在有效防洪的同时，将水陆分隔造成了水生昆虫难以正常羽化等生态问题。混凝土护岸下方的滩涂地疏于管理，在松花江枯水期会搭建起人工板房或进行硬质铺装，形成夜市和啤酒广场等。

## 图集

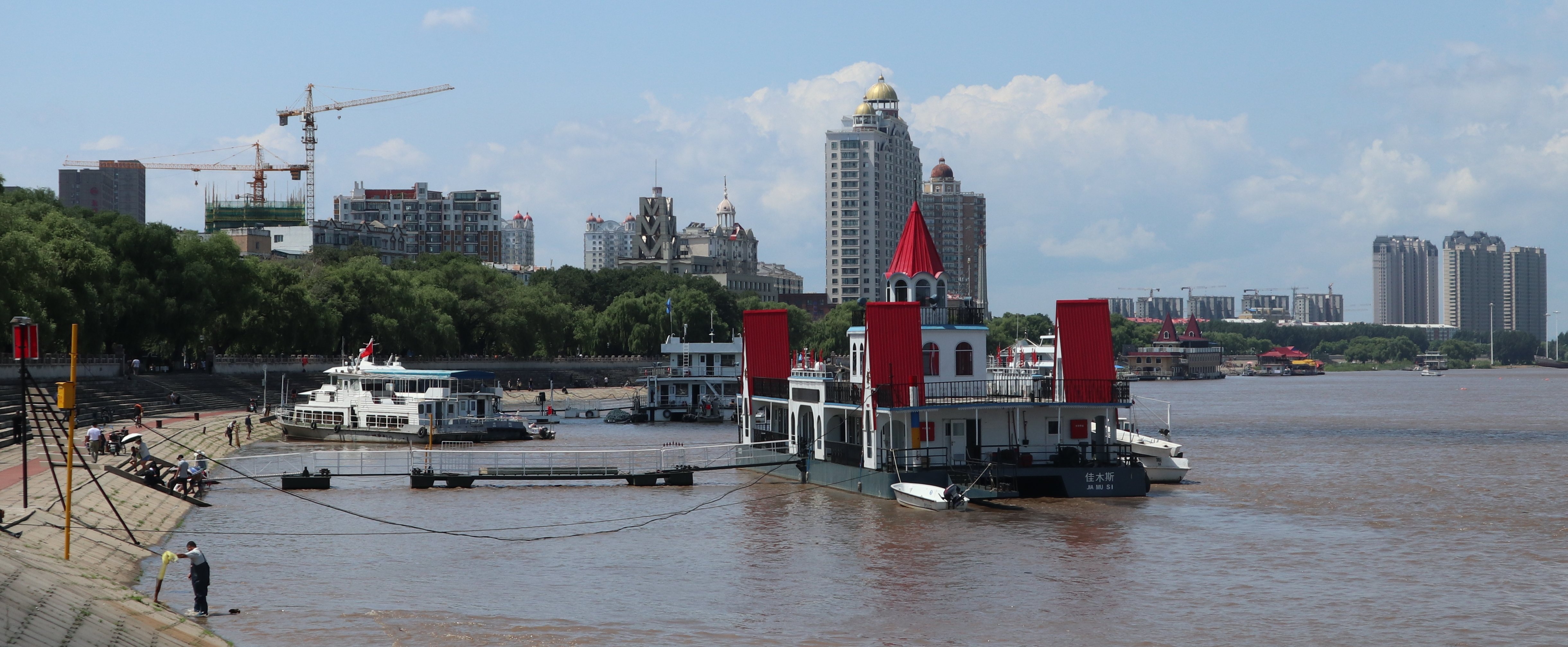
佳木斯沿江公园全景图。图中为夏季丰水期，滩涂淹没于松花江中。近处为航道码头和各类船只，左侧为江堤和混凝土硬化护岸，江堤后侧为木栈道和树木
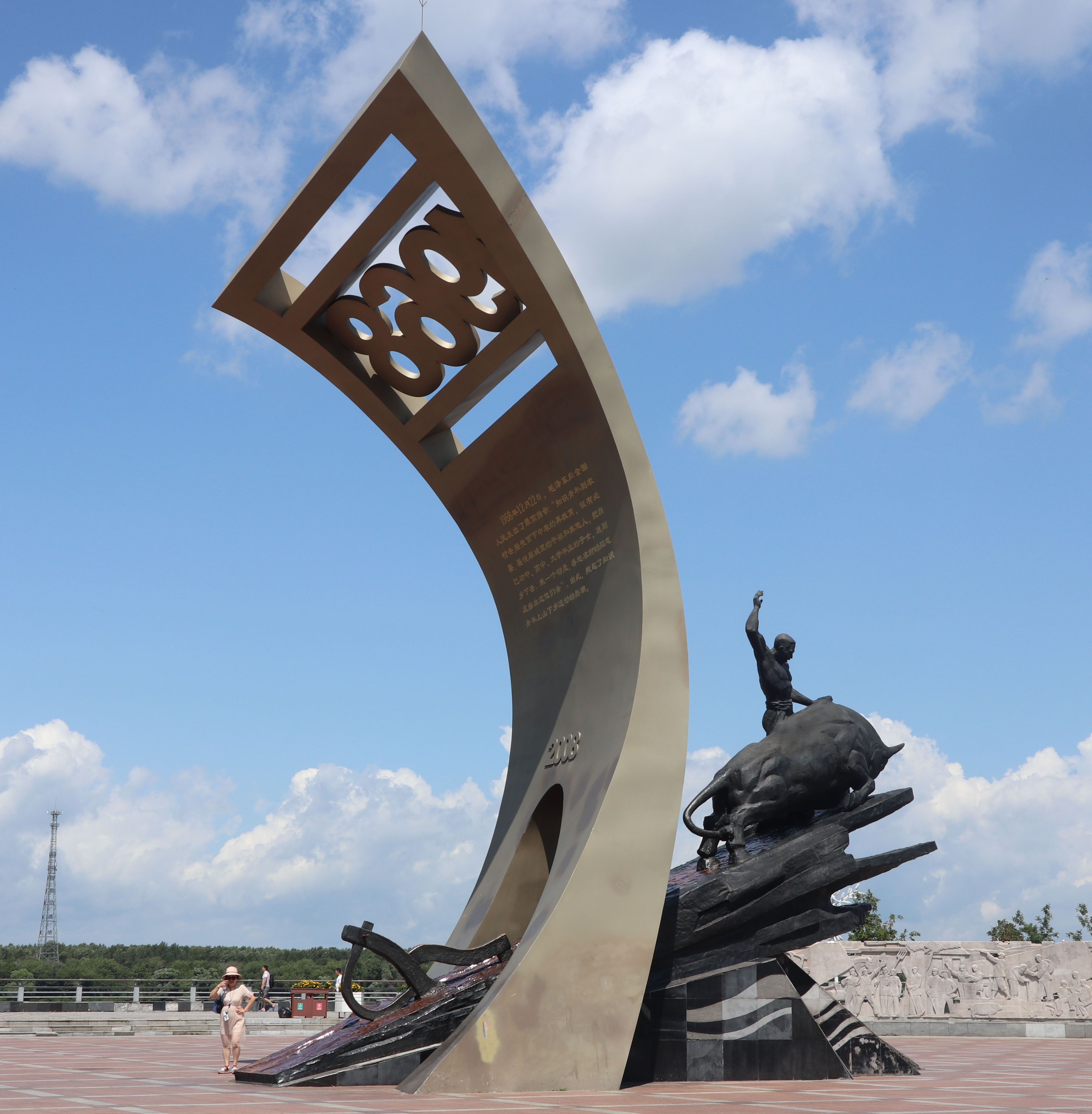
知青广场中心的主题雕塑。雕塑主体为知青与耕牛拓荒的形象，“1968”字样代表北大荒知青“上山下乡”始于1968年
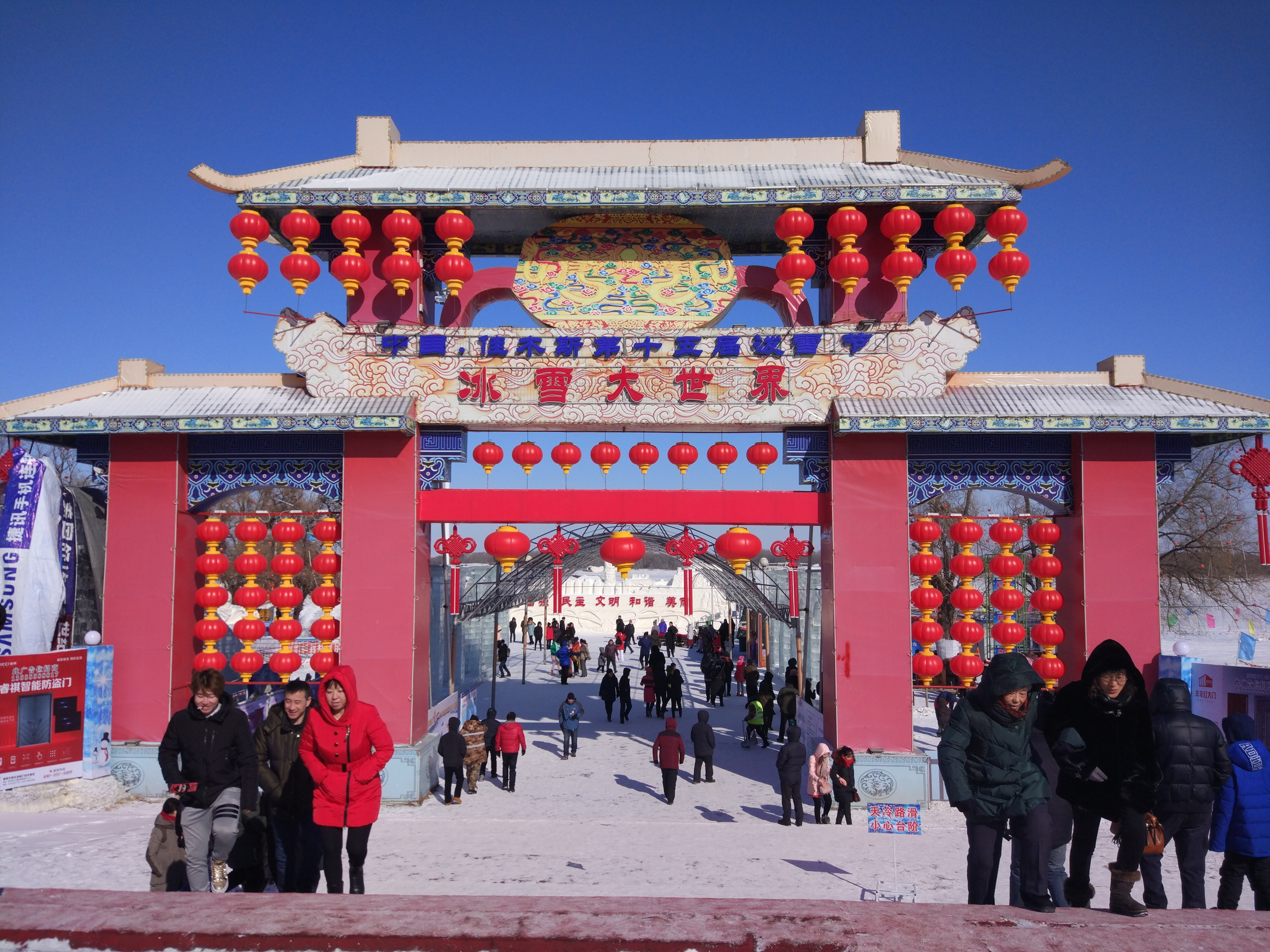
佳木斯冰雪大世界和泼雪节每年冬天在沿江公园举办。图为冰雪大世界正门